# Hirai Seijirō
Hirai Seijirō est un nom japonais traditionnel ; le nom de famille (ou le nom d'école), Hirai, précède donc le prénom (ou le nom d'artiste).
Hirai Seijirō (平井 晴二郎), né le 13 novembre 1856 à Kanazawa au Japon et mort le 28 juin 1926, est un ingénieur ferroviaire japonais.

## Biographie
Né à Kanazawa, Hirai est sélectionné pour partir étudier à l'étranger et entre à l'institut polytechnique de Rensselaer aux États-Unis. Il reçoit sa maîtrise en génie civil en 1878. Il travaille ensuite pour le gouvernement américain avant de devenir ingénieur ferroviaire au bureau de colonisation de Hokkaidō en 1881. Un an plus tard, il est nommé chef du département des chemins de fer de Hokkaidō. Il devient ensuite ingénieur en chef de la compagnie des chemins de fer d'Osaka. 
Il entre ensuite au gouvernement où il monte jusqu'au poste de président de la société gouvernementale des chemins de fer japonais en 1904. Lorsque cette société passe sous le contrôle d'un ministère (Gotō Shinpei étant le premier des ministres) en 1908, il en devient vice-président.
Le 23 décembre 1908, il devient membre de la chambre des pairs du Japon après nomination par l'empereur Meiji, siège qu'il occupe jusqu'à sa mort.
En 1913 il est envoyé en Chine pour conseiller le gouvernement chinois jusqu'à son retour au Japon en 1925.
Un dortoir porte son nom à Rensselaer.